# Chiasmocleis sapiranga
Chiasmocleis sapiranga е вид жаба от семейство Тесноусти жаби (Microhylidae).

## Разпространение и местообитание
Видът е разпространен в Бразилия (Баия).
Обитава градски и гористи местности, храсталаци, дюни, крайбрежия, плажове и езера.